# Botryotinia
Botryotinia Whetzel (twardnica) – rodzaj grzybów z rodziny Sclerotiniaceae. Grzyby mikroskopijne, saprotrofy i pasożyty, wywołujące grzybowe choroby roślin, m.in. zgniliznę szyjki cebuli, zamieranie malin.

## Systematyka i nazewnictwo
Pozycja w klasyfikacji według Index Fungorum: Sclerotiniaceae, Helotiales, Leotiomycetidae, Leotiomycetes, Pezizomycotina, Ascomycota, Fungi.
Do rodzaju tego przeniesiono wiele gatunków wcześniej zaliczanych do rodzaju Botrytis. Są to te gatunki, u których udało się znaleźć teleomorfę. Zgodnie z zasadami nazewnictwa grzybów tworzy się nazwę gatunkową dla telomorfy, anamorfę uznając za jej synonim.

## Morfologia
Tworzy zarówno anamorfy, jak i teleomorfy. U anamorfy brunatne konidiofory wyrastają pojedynczo. Teleomorfy powstają na spłaszczonych, bochenkowatych lub półokrągłych sklerocjach wytwarzanych na obumarłych częściach porażonych roślin, często na znekrotyzowanej skórce, lub pod nią. Wewnętrzna warstwa sklerocjów jest zbudowana z wąskich, splątanych strzępek i galaretowatej substancji, zewnętrzna jest słabo wykształcona.

## Gatunki
- Botryotinia calthae Hennebert & M.E. Elliott 1963
- Botryotinia convoluta (Drayton) Whetzel 1945
- Botryotinia draytonii (Buddin & Wakef.) Seaver 1951
- Botryotinia fabae J.Y. Lu & T.H. Wu 1991
- Botryotinia ficariarum Hennebert 1963
- Botryotinia fuckeliana (de Bary) Whetzel 1945
- Botryotinia globosa N.F. Buchw. 1953
- Botryotinia moricola (I. Hino) W. Yamam. 1959
- Botryotinia narcissicola (P.H. Greg.) N.F. Buchw. 1949
- Botryotinia pelargonii Røed 1949
- Botryotinia polyblastis (P.H. Greg.) N.F. Buchw. 1949
- Botryotinia porri (J.F.H. Beyma) Whetzel 1945
- Botryotinia pseudofuckeliana A.-S. Walker, A. Gautier, Confais, Martinho, Viaud, Le Pêcheur, J. Dupont & E. Fourn. 2011
- Botryotinia ranunculi Hennebert & J.W. Groves 1963
- Botryotinia sphaerosperma (P.H. Greg.) N.F. Buchw. 1949
- Botryotinia squamosa Vienn.-Bourg. 1953

Nazwy naukowe na podstawie Index Fungorum.